# Skuldelev
Skuldelev es un área urbana del municipio de municipio de Frederikssund, situado en la región Capital (Dinamarca). Tiene una población estimada, a inicios de 2024, de 858 habitantes.